# Doune
Doune is een burgh in het Schotse district Stirling aan de rivier de Teith. Het dorp is vooral bekend vanwege Doune Castle, gebouwd in de late 14de eeuw. Het kasteel is onder meer bekend doordat er scènes zijn opgenomen voor Monty Python and the Holy Grail.
Behalve vanwege het kasteel is Doune ook bekend vanwege de productie van pistolen, maar vanwege de heftige competitie van pistolen uit onder meer Birmingham worden de pistolen tegenwoordig niet meer geproduceerd. Oude exemplaren zijn bijzonder waardevol en worden dan ook tentoongesteld in musea.

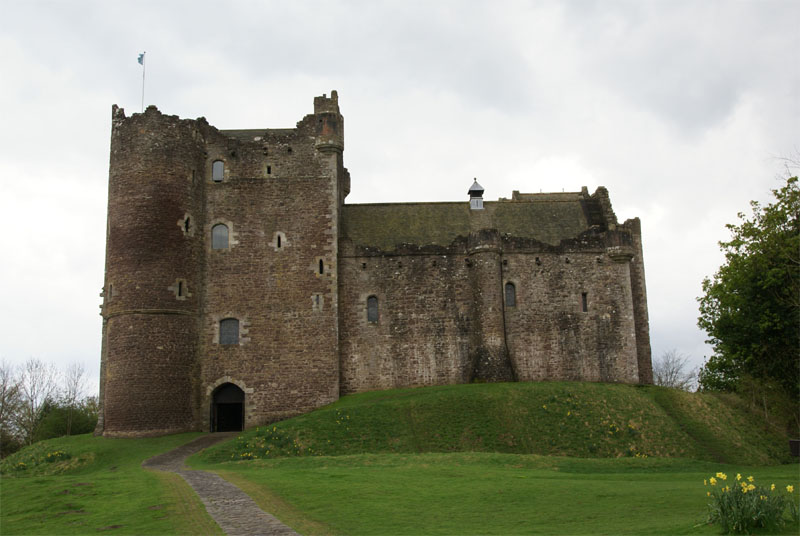
Kasteel